# Region Øresund

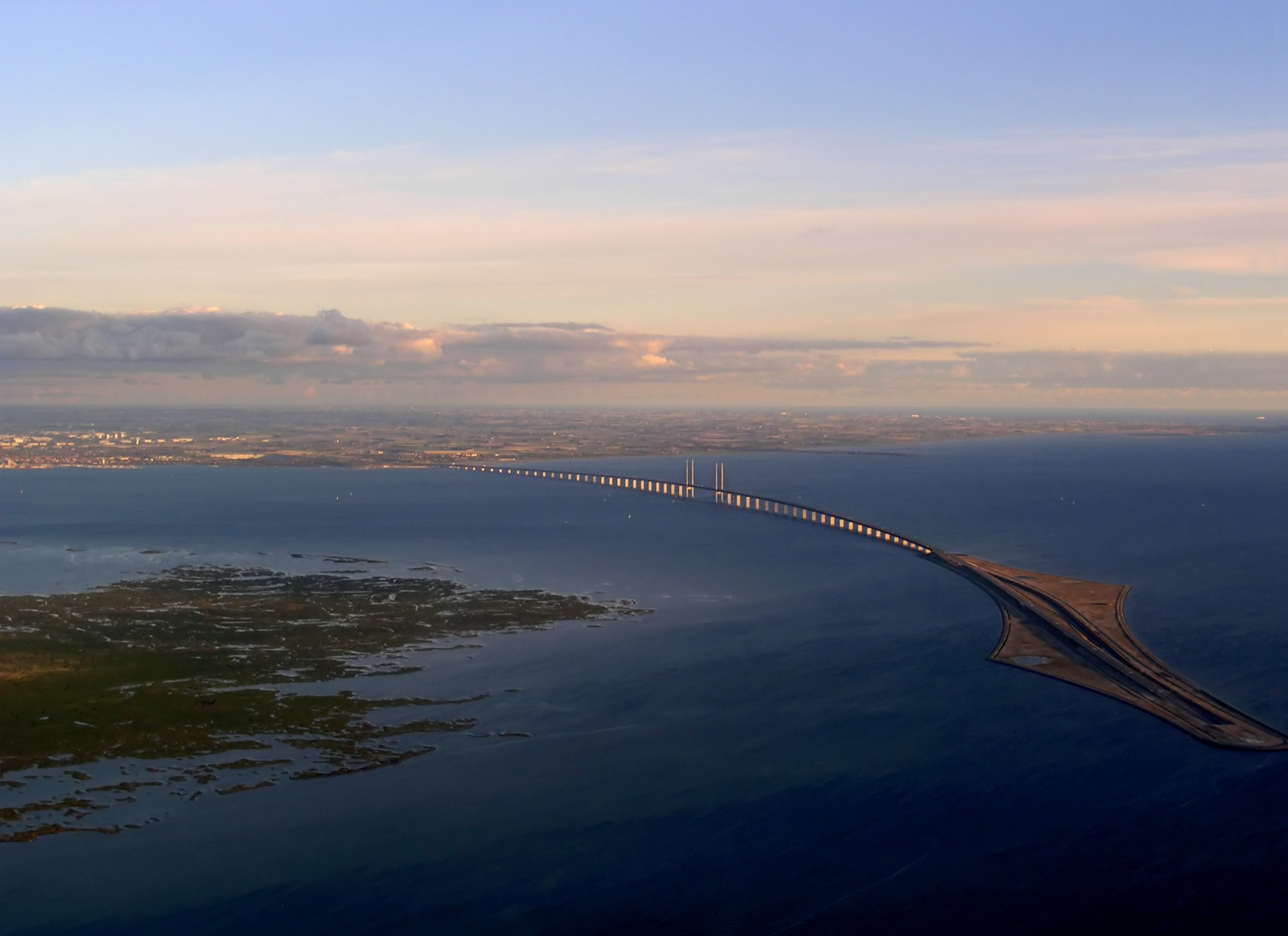
Most Øresund łączy Danię i Szwecję

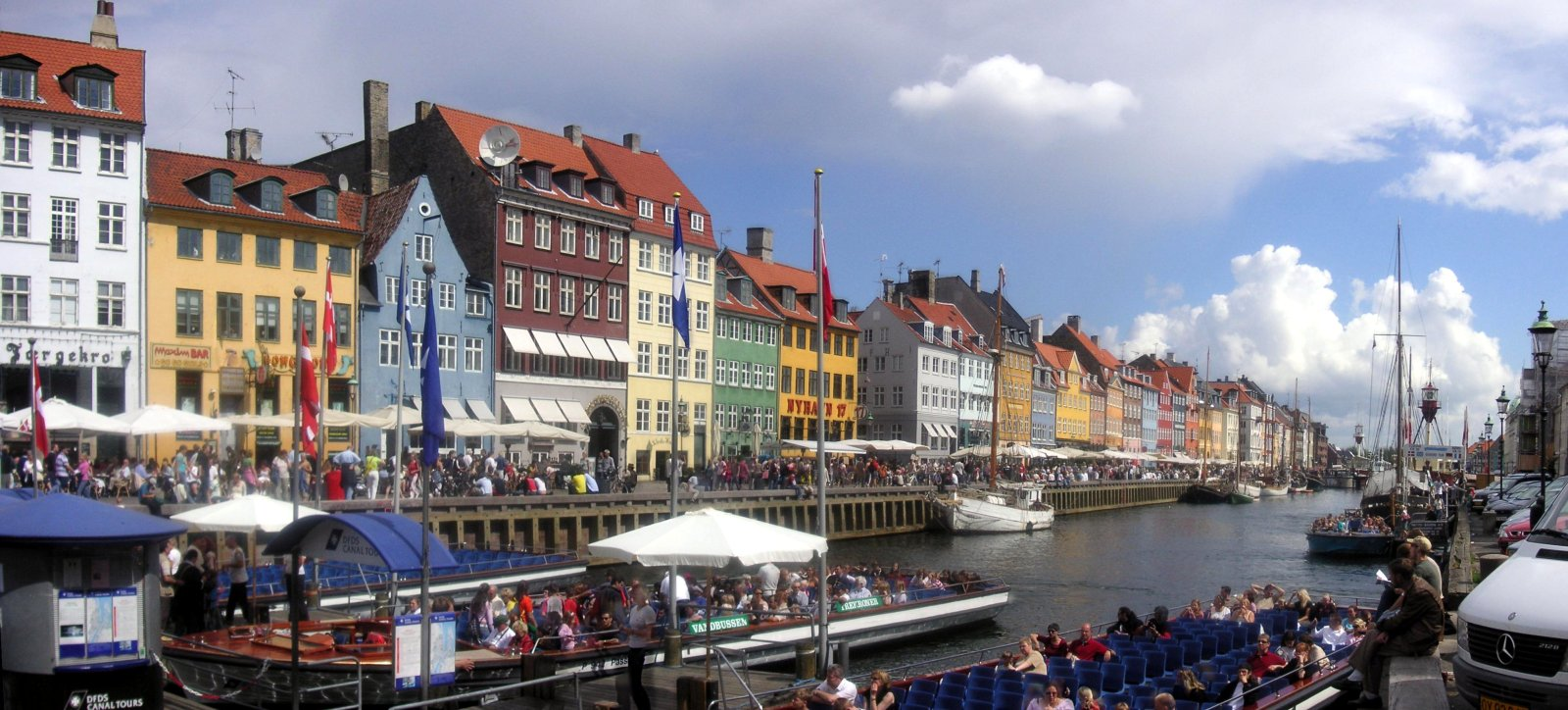
Kopenhaga – największe miasto regionu Øresund

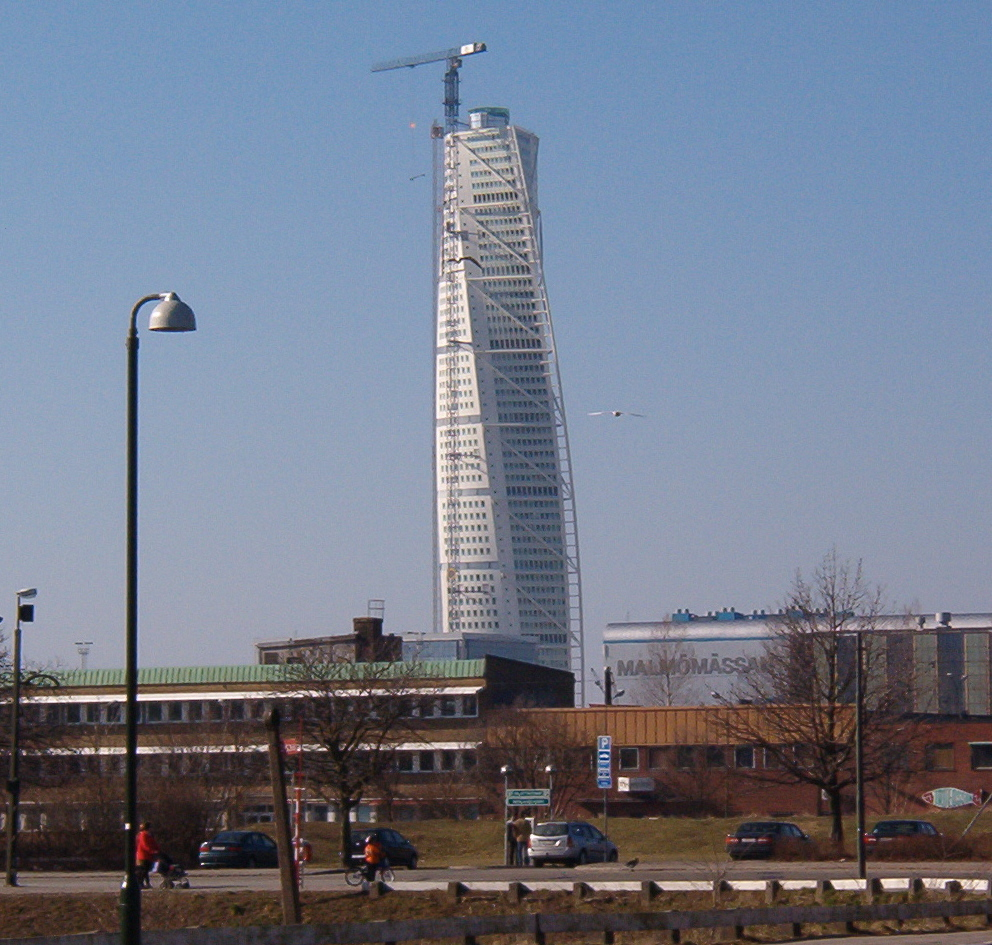
Wieżowiec Turning Torso w Malmö, największym mieście po szwedzkiej stronie

Region Øresund (duń. Øresundsregionen, szwed. Öresundsregionen) – region transgraniczny, obejmujący tereny po obu stronach cieśniny Sund: większą część szwedzkiej krainy Skanii i wschodnią część duńskiej wyspy Zelandii i wyspę Bornholm. Od 2000 oba brzegi cieśniny łączy most Øresund.
Region zamieszkuje blisko 3,6 mln osób, z tego 2/3 po stronie duńskiej, a 1/3 po stronie szwedzkiej. Największe miasta tego regionu to: Kopenhaga, Roskilde, Helsingør i Rønne po stronie duńskiej oraz Malmö, Lund, Helsingborg, Ystad, Hässleholm i Kristianstad po stronie szwedzkiej.
W październiku 2015 burmistrz Kopenhagi ogłosił zakończenie funkcjonowania terminu Øresund oraz zmianę nazwy komitetu zarządzającego regionem na Greater Copenhagen & Skåne Committee. Decyzja to pokłosie wcześniejszych wątpliwości dotyczących rozpoznawalności nazwy Øresund.
Do 1658 region ten należał w całości do Danii, ale zgodnie z decyzjami traktatu z Roskilde z 1658 Skania weszła w skład Szwecji.

## Dane statystyczne
| region                     | ludność 2004 | powierzchnia km² | gęstość zaludnienia |
| -------------------------- | ------------ | ---------------- | ------------------- |
| region stołeczny Kopenhagi | 1 823 109    | 2864             | 636,5               |
| pozostałe                  | 608 036      | 6 970            | 87,2                |
| razem duńska część:        | 2 431 145    | 9 834            | 247,2               |
| Skania Południowa          | 683 886      | 2 680            | 255,1               |
| Skania Zachodnia           | 305 982      | 2 730            | 112,1               |
| Skania Północno-Wschodnia  | 162 829      | 3 705            | 43,9                |
| razem szwedzka część:      | 1 125 697    | 11 035           | 102,0               |
| razem                      | 3 583 842    | 20 869           | 171,7               |